# Những chấn thương và cái chết liên quan đến nhà vệ sinh

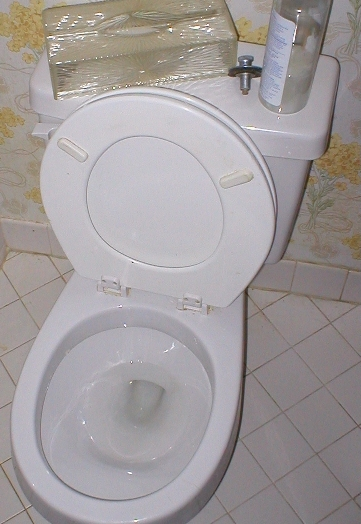
A toilet.

Đã có nhiều chấn thương và cái chết liên quan đến nhà vệ sinh trong suốt lịch sử và cũng trong các truyền thuyết đồn đại trong dân chúng.

## Chấn thương do tai nạn
Có trường hợp trẻ nhỏ và trẻ mới tập đi bị rơi vào nhà vệ sinh và chết đuối. Nhưng đã có nhiều thiết bị an toàn để giúp ngăn ngừa xảy ra tai nạn như vậy. Các cậu bé có thể gặp phải chấn thương bộ phận sinh dục nếu ghế vệ sinh rơi xuống trong khi đang đứng trước toilet. Chấn thương ở người lớn bao gồm bầm tím mông, xương đuôi và trật khớp hông do không chú ý khi ngồi trên vành bồn cầu mà ghế ngồi thì không vững. Chấn thương cũng có thể xảy ra khi bị véo do ghế nhựa xoạc ra hoặc do mảnh vỡ chọc từ ghế gỗ, hoặc là nhà vệ sinh tự đổ sập xuống dưới sức nặng của người dùng. Các bể chứa nước bằng gang cũ nằm ở cao tách ra khỏi tường khi dây xích được kéo để xả, gây thương tích cho người sử dụng. Giải thưởng Ig Nobel về Sức khỏe Cộng đồng năm 2000 được trao cho ba bác sĩ đến từ Bệnh viện Glasgow Western Infirmary cho báo cáo năm 1993 về các thương tích thường gặp lên mông do sập nhà vệ sinh. Hơn thế nữa, chấn thương cũng xảy ra với những người đứng trên bệ toilet để cho tiện và bị trượt ngã. Cũng có những trường hợp người trượt trên sàn phòng tắm ướt hoặc từ bồn tắm và nằm dài lên đó.
Chấn thương liên quan đến nhà vệ sinh rất phổ biến, ước tính lên tới 40.000 ca chấn thương ở Mỹ mỗi năm.  Trong quá khứ, con số này còn cao hơn nhiều, do nguyên liệu để làm ra giấy vệ sinh. Điều này được mô tả trong một quảng cáo Northern Tissue năm 1935 về loại giấy vệ sinh splinter-free (không có mãnh vụn). Vào năm 2012, 2,3 triệu nhà vệ sinh ở Hoa Kỳ và khoảng 9,400 ở Canada bị thu hồi do cơ chế xả nước áp lực bị lỗi có nguy cơ nỗ tung.